# Vibrafon

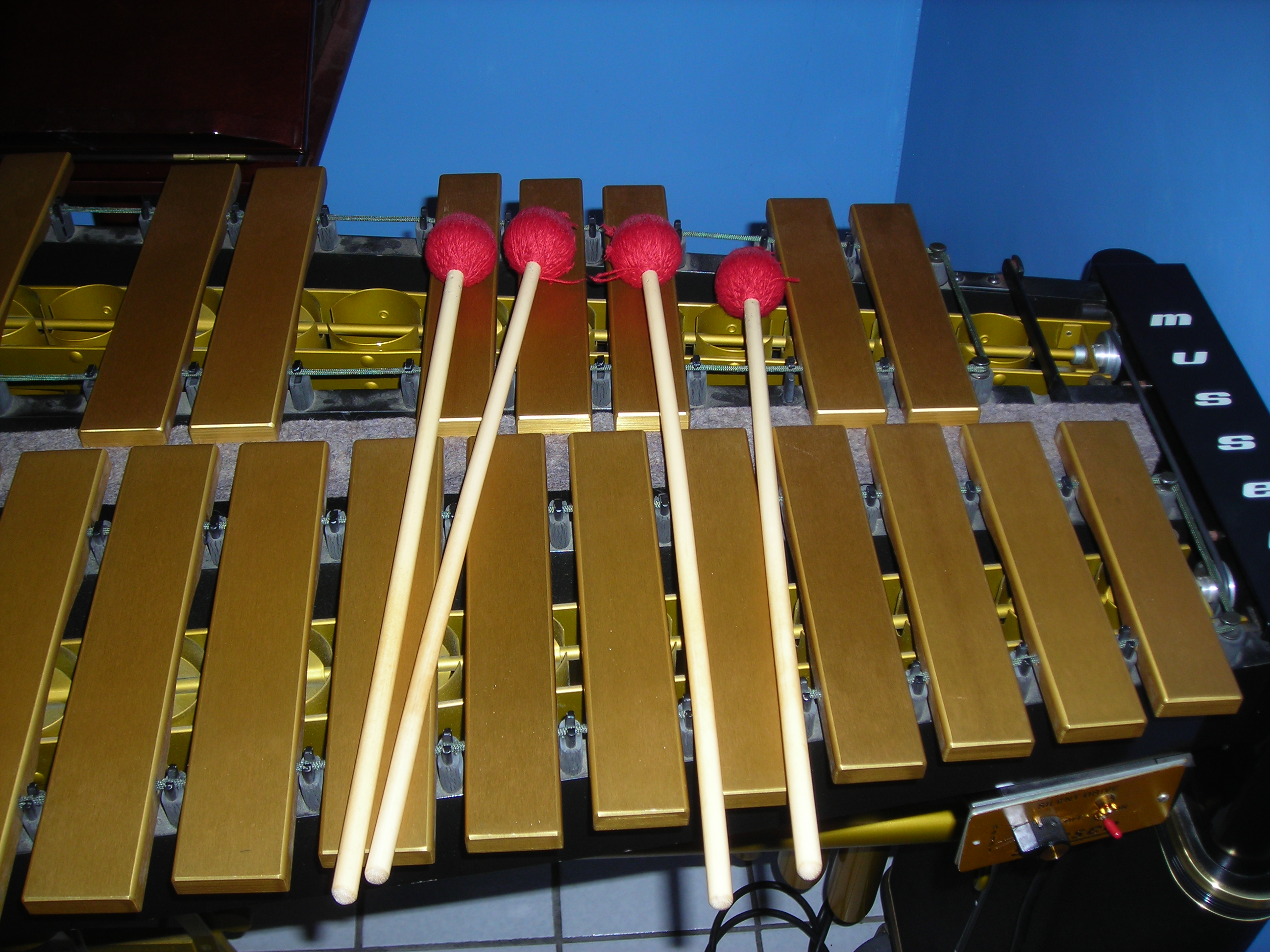
Vibrafon

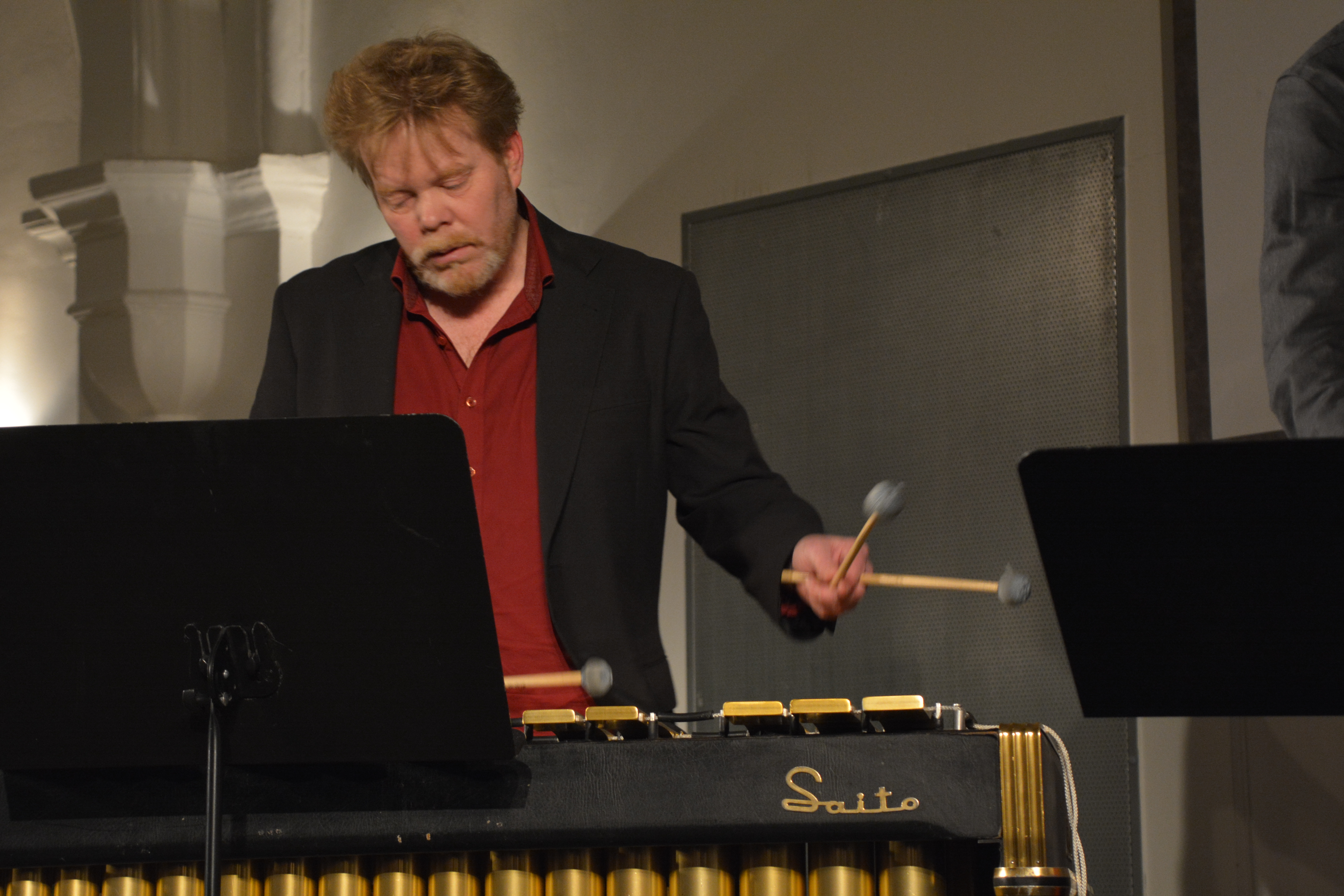
Severi Pyysalo under jazzkonsert februari 2016

En vibrafon är ett slagverksinstrument av malletstyp. Den består av stålplattor som anslås med mjuka klubbor. Under plattorna finns resonansrör som förstärker ljudet och i dessa finns små metallplattor som med hjälp av en motor roterar. På det sättet får ljudet en vibrerande karaktär, därav namnet. Vibrafoner har också en pedal varmed man kan styra hur länge tonen ska klinga.
Vibrafonen utvecklades från klockspelet till ett jazzinstrument i 1930-talets Chicago. Det är den vanligaste formen av malletinstrument som förekommer i jazz. Vibrafonen är också nära besläktad med metallofonen. Jazzmusikern Gary Burton spelar vibrafon.